# Getty Center Tram
Le Getty Center Tram est une navette automatique américaine à Los Angeles, en Californie. Ouvert en 1997, ce people-mover fonctionnant par câble parcourt 1,2 km jusqu'au Getty Center depuis un parking souterrain au niveau du Sepulveda Boulevard. Gratuit pour les visiteurs du complexe muséal, qui fait partie du J. Paul Getty Museum, il s'affranchit ce faisant d'un dénivelé de 64 m.